# K. G. Subramanyan

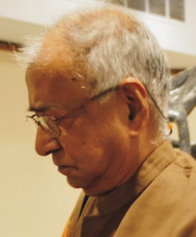
K.G. Subramanyan (2008)

Kalpathi Ganpathi Subramanyan (Malayalam കെ.ജി. സുബ്രമണ്യൻ; * 15. Februar 1924 in Kuthuparamba, damals Britisch-Indien, heute Kerala; † 29. Juni 2016 in Vadodara), bekannt als K. G. Subramanyan, war ein  indischer Maler.

## Leben und Werk
Subramanyan studierte bis zum Bachelor Ökonomie am Presidency College in Madras. Er war aktiver Anhänger von Gandhi. Ab 1944 nahm er ein Studium bei Nandalal Bose, Binode Behari Mukherjee und Ramkinkar Baij an der Visva-Bharati University in Shantiniketan auf. Er erlangte den Abschluss 1948 und folgte 1951 einem Ruf als Hochschullehrer an die Fakultät für freie Kunst  der Maharaja Sayajirao University of Baroda in Baroda. Von 1980 bis zur Emeritierung 1989 lehrte Subramanyan an der Visva-Bharati University als Professor für Malerei. Arbeiten von Subramanyan wurden 2017 auf der documenta 14 ausgestellt.
Neben der Malerei betätigte Subramanyan sich auch als Bildhauer, Grafiker und Illustrator von Kinderbüchern. Außerdem verfasste er kunsttheoretische Schriften sowie Gedichte und Essays, in denen er sich gegen die Spaltung der indischen Gesellschaft aussprach.

### Auszeichnung (Auswahl)
- 1956: Stipendium des British Council für die Slade School of Art in London
- 1966: Stipendium der Rockefeller-Stiftung für New York
- 2012: Padma Vibhushan